# Кучино (Пермский край)
Кучино — деревня  в Пермском крае России. Входит в Чусовской городской округ.

## История
Первые сведения о деревне Кучино датированы 1734—1736 годами. В современной России до 2019 года она входила в состав Верхнекалинского сельского поселения Чусовского района, упразднённого в марте 2019 года. С 2019 года входит в муниципальное образование «Чусовской городской округ».
С 1946 года в деревне располагалось учреждение ГУЛАГа «ИТК-6», просуществовавшее до 1988 года. В 1994 году на месте колонии был открыт музей «Пермь-36».

## География
Деревня находится в восточной части края, в таёжной зоне, на правом берегу реки Чусовой, вблизи места впадения в неё реки Боярки, на расстоянии приблизительно 19 километров (по прямой) к западу от города Чусового, административного центра района. Абсолютная высота — 121 метр над уровнем моря.
Климат
Климат характеризуется как умеренно континентальный. Средняя многолетняя температура самого холодного месяца (января) составляет −16°С, температура самого тёплого (июля) — 17°С. Среднегодовое количество осадков — 500−700 мм. Снежный покров держится в среднем 170 дней. Вегетационный период продолжается в течение 118 дней.

## Население
| 2010 | 2016 | 2021 |
| ---- | ---- | ---- |
| 283  | ↗306 | ↘118 |

Половой состав
По данным Всероссийской переписи населения 2010 года в половой структуре населения мужчины составляли 85,9 %, женщины, соответственно, 14,1 %.
Национальный состав
Согласно результатам переписи 2002 года, в национальной структуре населения русские составляли 95 % из 268 чел.

## Достопримечательности
- Мемориальный музей истории политических репрессий «Пермь-36»[4].